# Kukra Hill
Kukra Hill é um município da Nicarágua, situado na Região Autônoma da Costa Caribe Sul. Tem 1,193 km² de área e sua população em 2020 foi estimada em 9.783 habitantes.